# Ettore Rosato
Ettore Rosato (ur. 28 lipca 1968 w Trieście) – włoski polityk, parlamentarzysta krajowy, przewodniczący Partii Demokratycznej w Izbie Deputowanych od 16 czerwca 2015.

## Życiorys
Ettore Rosato urodził się w Trieście w 1968 roku. Zainteresował się polityką, gdy uczęszczał do liceum. Pod koniec lat osiemdziesiątych XX wieku został członkiem centrowej Chrześcijańskiej Demokracji (DC) i został wybrany radnym miejskim w swoim rodzinnym mieście. Później zasilił szeregi Włoskiej Partii Ludowej (PPI), a następnie przeszedł do partii Margherita (DL).
W 2003 roku po raz pierwszy został wybrany do Izby Deputowanych. W 2005 roku kandydował w wyborach lokalnych na urząd burmistrza Triestu na czele centrolewicowej koalicji, ale ostatecznie przegrał nieznacznie z urzędującym burmistrzem Roberto Dipiazza (centroprawicowa koalicja). W 2007 roku był jednym z ojców założycieli Partii Demokratycznej (PD). Rosato ponownie został wybrany do Izby Deputowanych w wyniku wyborów parlamentarnych w 2008 i 2013 roku.
16 czerwca 2015 został wybrany na lidera PD w Izbie Deputowanych, uzyskując 239 głosów na 291, zastępując Roberto Speranzę.
Jest twórcą nowego prawa wyborczego 2017 roku, nazywanego Rosatellum bis.